# El Fielato
El Fielato y el Nora, conocido simplemente como El Fielato, es un periódico asturiano semanal y gratuito, distribuido en la Comarca de los Picos de Europa, Comarca de la Sidra y Comarca del Nora. Se trata de un periódico generalista de información local, que trata temas que afectan a su zona de distribución. Suele incluir también artículos de análisis y opinión.
Tiene una tirada de 40.000 ejemplares.
El periódico se distribuye en kioscos y estaciones de autobús y tren, así como a través de panaderos y otros servicios ambulantes en las zonas rurales del oriente asturiano.
En sus inicios formó parte del grupo Prensa del Oriente,aunque en la actualidad pertenece a Rotativas e Impresiones del Sueve S.L. que absorbió los periódicos gratuitos: El Nora y El Narcea.
Dispone de una página web, www.elfielato.es, en la que publica algunos de los artículos de la edición impresa.

## Zona geográfica de distribución
El periódico es distribuido semanalmente en los siguientes concejos de la zona oriental: Amieva, Cabrales, Cabranes, Cangas de Onís, Caravia, Colunga, Llanes, Nava, Onís, Parres, Peñamellera Alta, Peñamellera Baja, Piloña, Ponga, Ribadedeva, Ribadesella y Villaviciosa.
En la zona centro se distribuye también en Siero, Noreña y Llanera.